# Gordie Drillon
Temple de la renommée : 1975
Gordon Arthur Drillon (né le 23 octobre 1913 à Moncton, dans la province du Nouveau-Brunswick, au Canada – mort le 23 septembre 1986 à Saint-Jean également au Nouveau-Brunswick) est un joueur professionnel canadien de hockey sur glace qui évoluait au poste d'ailier droit.

## Biographie
Né à Moncton en 1914, Gordie Drillon passe plusieurs années dans les équipes de jeune de sa ville natale avant de rejoindre Toronto en 1933 sur invitation des Maple Leafs. Il passe deux saisons avec les équipes junior locales, une saison dans l'Eastern Hockey League chez les Yellow Jackets de Pittsburgh puis fait ses débuts dans la Ligue nationale de hockey.
Il termine sa première saison avec 16 buts et 33 points marqué à la troisième place des pointeurs de l'équipe derrière Syl Apps, qui remporte alors le trophée Calder de la meilleure recrue de la saison, et Busher Jackson. Pour sa deuxième saison, il termine meilleur buteur et pointeur de son équipe ; avec 26 buts et 55 points marqués, il est également meilleur buteur et pointeur de la ligue. Il remporte en outre le trophée Lady Byng remis au joueur considéré comme ayant le meilleur esprit sportif et est nommé dans l'a première équipe d'étoiles exæquo avec Cecil Dillon au poste d'ailier droit ; c'est la seule fois de l'histoire de la LNH que deux joueurs terminent à égalité pour ce poste.
Il joue ensuite quatre nouvelles saisons avec les Maple Leafs avec lesquels il remporte la Coupe Stanley en 1942. Le 4 octobre 1942, il est vendu aux Canadiens de Montréal contre la somme de 30 000 dollars et fait une dernière saison dans la LNH avant de partir en Europe pour prendre part à la Seconde Guerre mondiale. Réputé pour la précision de son tir,, il quitte la LNH après sept saisons où il marque une moyenne de 22 buts par an.
Après la guerre, il revient jouer dans des équipes amateurs et arrête définitivement sa carrière en 1950 puis devient entraîneur et recruteur. En 1970, il est intronisé au Temple de la renommée sportive du Nouveau-Brunswick, puis il est élu en 1975 au Temple de la renommée du hockey et meurt en 1986.

## Statistiques
| Saison     | Équipe                       | Ligue          |     | Saison régulière | Saison régulière | Saison régulière | Saison régulière | Saison régulière |    | Séries éliminatoires | Séries éliminatoires | Séries éliminatoires | Séries éliminatoires | Séries éliminatoires |
| Saison     | Équipe                       | Ligue          | PJ  | B                | A                | Pts              | Pun              | PJ               | B  | A                    | Pts                  | Pun                  |                      |                      |
| 1926-1927  | Cavell School d'Edith        | MSBL           | 5   | 4                | 0                | 4                |                  |                  |    |                      |                      |                      |                      |                      |
| 1927-1928  | Street School de Victoria    | MSBL           | 5   | 1                | 1                | 2                |                  |                  |    |                      |                      |                      |                      |                      |
| 1928-1929  | Aberdeens de Moncton         | High-NB        | 2   | 0                | 0                | 0                | 0                |                  |    |                      |                      |                      |                      |                      |
| 1929-1930  | Chalmers Club de Moncton     | SNBJL          | 6   | 8                | 4                | 12               | 2                |                  |    |                      |                      |                      |                      |                      |
| 1930-1931  | Athletics de Moncton         | MJHL           | 6   | 15               | 4                | 19               |                  |                  |    |                      |                      |                      |                      |                      |
| 1930-1931  | Aberdeens de Moncton         | High-NB        | 3   | 1                | 0                | 1                | 0                | 1                | 1  | 0                    | 1                    |                      |                      |                      |
| 1930-1931  | Athletics de Moncton         | Coupe Memorial |     |                  |                  |                  |                  | 2                | 3  | 2                    | 5                    | 0                    |                      |                      |
| 1931-1932  | Wheelers de Moncton          | MJHL           | 6   | 6                | 4                | 10               |                  | 3                | 5  | 1                    | 6                    | 5                    |                      |                      |
| 1932-1933  | Hawks de Moncton             | MJHL           | 4   | 13               | 3                | 16               | 0                | 2                | 2  | 1                    | 3                    | 4                    |                      |                      |
| 1932-1933  | Swift's de Moncton           | MCIHL          | 7   | 11               | 3                | 14               |                  | 6                | 13 | 4                    | 17                   |                      |                      |                      |
| 1933-1934  | Young Rangers de Toronto     | AHO            | 11  | 20               | 13               | 33               | 4                | 2                | 5  | 3                    | 8                    | 4                    |                      |                      |
| 1933-1934  | CCM de Toronto               | TMHL           | 2   | 0                | 1                | 1                | 0                |                  |    |                      |                      |                      |                      |                      |
| 1933-1934  | Young Rangers de Toronto     | Coupe Memorial |     |                  |                  |                  |                  | 2                | 0  | 0                    | 0                    | 16                   |                      |                      |
| 1934-1935  | Lions de Toronto             | AHO            | 11  | 17               | 9                | 26               | 2                | 5                | 2  | 1                    | 3                    | 6                    |                      |                      |
| 1934-1935  | Dominions de Toronto         | OHA-Sr.        | 11  | 12               | 6                | 18               | 2                | 3                | 2  | 1                    | 3                    | 4                    |                      |                      |
| 1935-1936  | Yellow Jackets de Pittsburgh | EAHL           | 40  | 22               | 12               | 34               | 4                | 8                | 3  | 2                    | 5                    | 0                    |                      |                      |
| 1936-1937  | Maple Leafs de Toronto       | LNH            | 41  | 16               | 17               | 33               | 2                | 2                | 0  | 0                    | 0                    | 0                    |                      |                      |
| 1936-1937  | Stars de Syracuse            | IAHL           | 7   | 2                | 3                | 5                | 2                |                  |    |                      |                      |                      |                      |                      |
| 1937-1938  | Maple Leafs de Toronto       | LNH            | 48  | 26               | 26               | 52               | 4                | 7                | 7  | 1                    | 8                    | 2                    |                      |                      |
| 1938-1939  | Maple Leafs de Toronto       | LNH            | 40  | 18               | 16               | 34               | 15               | 10               | 7  | 6                    | 13                   | 4                    |                      |                      |
| 1939-1940  | Maple Leafs de Toronto       | LNH            | 43  | 21               | 19               | 40               | 13               | 10               | 3  | 1                    | 4                    | 0                    |                      |                      |
| 1940-1941  | Maple Leafs de Toronto       | LNH            | 42  | 23               | 21               | 44               | 2                | 7                | 3  | 2                    | 5                    | 2                    |                      |                      |
| 1941-1942  | Maple Leafs de Toronto       | LNH            | 48  | 23               | 18               | 41               | 6                | 9                | 2  | 3                    | 5                    | 2                    |                      |                      |
| 1942-1943  | Canadiens de Montréal        | LNH            | 49  | 28               | 22               | 50               | 14               | 5                | 4  | 2                    | 6                    | 0                    |                      |                      |
| 1943-1944  | Army Daggers de Toronto      | OHA-Sr.        | 1   | 1                | 1                | 2                | 0                |                  |    |                      |                      |                      |                      |                      |
| 1944-1945  | RCAF de Dartmouth            | NSDHL          | 1   | 0                | 1                | 1                | 0                |                  |    |                      |                      |                      |                      |                      |
| 1944-1945  | Braves de Valleyfield        | QPHL           | 8   | 11               | 4                | 15               | 0                | 11               | 8  | 6                    | 14                   | 2                    |                      |                      |
| 1944-1945  | Braves de Valleyfield        | Coupe Allan    |     |                  |                  |                  |                  | 3                | 0  | 0                    | 0                    | 0                    |                      |                      |
| 1945-1946  | RCAF de Halifax              | NSDHL          | 3   | 7                | 8                | 15               | 4                |                  |    |                      |                      |                      |                      |                      |
| 1946-1947  | Legion de Charlottetown      | NSSHL          | 4   | 10               | 8                | 18               | 16               | 11               | 41 | 12                   | 53                   | 4                    |                      |                      |
| 1947-1948  | North Sydney Victorias       | NSSHL          | 2   | 0                | 1                | 1                | 0                |                  |    |                      |                      |                      |                      |                      |
| 1948-1949  | All-Stars de Grand Falls     | Nfld-Sr.       |     |                  |                  |                  |                  |                  |    |                      |                      |                      |                      |                      |
| 1948-1949  | Maritime All-Stars           | Exhib.         | 2   | 11               | 7                | 18               | 2                |                  |    |                      |                      |                      |                      |                      |
| 1949-1950  | Beavers de Saint Jean        | NBSHL          | 49  | 48               | 24               | 72               | 40               | 11               | 1  | 4                    | 5                    | 12                   |                      |                      |
| Totaux LNH | Totaux LNH                   | Totaux LNH     | 311 | 155              | 139              | 294              | 56               | 50               | 26 | 15                   | 41                   | 10                   |                      |                      |